# Wiwald
Wiwald – imię męskie pochodzenia germańskiego. Patronami tego imienia jest dwóch świętych, m.in. św. Wiwald, eremita.
Wiwald imieniny obchodzi 1 maja.